# Injun Trouble (film, 1969)
 (mars 2020).
Pour les articles homonymes, voir Injun Trouble.
Injun Trouble est un dessin animé de la série Merrie Melodies réalisé par Robert McKimson et sorti en 1969. il met en scène Cool Cat. Il s'agit du dernier dessin animé de la Warner Bros.